# Procesmanagement
Procesmanagement is een aanduiding voor een specifiek vakgebied van de categorie managementtaken. In het bedrijfsleven wordt veelal verwezen naar het beheersen van de organisatieprocessen. Een van de denkbeeldige volgorden betreft het richten, inrichten en verrichten in de organisatie. Waarbij men van strategisch, langs tactisch naar operationeel niveau de organisatie bestuurt.